# Antonio López de Ayala y Velasco
Antonio López de Ayala y Velasco, IX conte di Fuensalida e III conte di Colmenar de Oreja, Grande di Spagna, Viceré di Navarra, Viceré di Sardegna e Governatore di Milano (1640 ca. – 1708), è stato un generale e politico spagnolo.

## Biografia
Figlio di Bernardino López de Ayala y Velasco, VII conte di Fuensalida e I conte di Colmenar de Oreja, e di Isabel de Velasco y Benavides, ricoprì gli incarichi di viceré di Navarra (1676-1681), governatore della Galizia (1681-1682), viceré di Sardegna (1682-1686) ed infine quello di Governatore del Ducato di Milano (1686-1691).
Nel 1667, in seguito alla morte prematura del fratello Francisco López de Ayala y Velasco, VIII conte di Fuensalida, ereditò il titolo feudale diventando IX conte di Fuensalida.
Come viceré di Sardegna si adoperó fortemente per lo sviluppo e il completamento delle fortificazioni costiere del Regno. A Cagliari contribuì a proprie spese al completamento della monumentale cappella della Vergine della Pietà nella chiesa del Santo Sepolcro, all'interno della quale era custodito un suo ritratto insieme a quelli della moglie e dei due figli, oggi visibili presso il vicino Museo del Tesoro di Sant'Eulalia.
Durante la reggenza dello stato di Milano, il 3 giugno 1690 riuscì a concludere personalmente col duca Vittorio Amedeo II di Savoia una fruttuosa alleanza tra il Ducato di Savoia ed il Regno di Spagna in funzione anti-francese che consentì l'ingresso del territorio sabaudo all'interno della grande alleanza con l'impero, atto che portò inoltre alla fine delle decennali guerre sabaudo-valdesi.
Riuscì ad ogni modo a rendersi inviso alla popolazione ed all'aristocrazia milanese che, nel 1690, ne caldeggiò la sostituzione.
Sposó a Madrid nel 1669 Doña María de los Remedios de la Cueva y Enríquez, figlia del III marchese di Bedmar; da questa unione nacquero i due figli Isabel Ana e Pedro Nicolás, futuro X conte di Fuensalida.
Alla morte della moglie a Milano nel 1690 sposò in seconde nozze la nobildonna Isabella Maria De Silva, imparentata per parte di madre con la celebre famiglia milanese degli Sfondrati.

## Albero genealogico
|                                                                            |                                                     |                                                                 | Genitori                                     |  |  | Nonni |  |  | Bisnonni |  |  | Trisnonni |  |
|                                                                            |                                                     |                                                                 |                                              |  |  |       |  |  | …        |  |  | …         |  |
|                                                                            |                                                     |                                                                 |                                              |  |  |       |  |  | …        |  |  | …         |  |
|                                                                            |                                                     | …                                                               |                                              |  |  |       |  |  | …        |  |  |           |  |
| Antonio de Velasco y Rojas, signore di Villerías de Campos                 |                                                     |                                                                 |                                              |  |  |       |  |  | …        |  |  |           |  |
|                                                                            |                                                     | …                                                               | …                                            |  |  |       |  |  |          |  |  |           |  |
|                                                                            |                                                     | …                                                               | …                                            |  |  |       |  |  |          |  |  |           |  |
|                                                                            |                                                     | …                                                               | …                                            |  |  |       |  |  |          |  |  |           |  |
| Bernardino de López de Ayala y Velasco, VII conte di Fuensalida e Colmenar |                                                     | …                                                               |                                              |  |  |       |  |  |          |  |  |           |  |
|                                                                            |                                                     | Pedro López de Ayala y Manrique de Lara, IV conte di Fuensalida | …                                            |  |  |       |  |  |          |  |  |           |  |
|                                                                            |                                                     | Pedro López de Ayala y Manrique de Lara, IV conte di Fuensalida | …                                            |  |  |       |  |  |          |  |  |           |  |
|                                                                            |                                                     | Pedro López de Ayala y Manrique de Lara, IV conte di Fuensalida | …                                            |  |  |       |  |  |          |  |  |           |  |
| Jerónima de Ayala, VI contessa di Fuensalida                               |                                                     | Pedro López de Ayala y Manrique de Lara, IV conte di Fuensalida |                                              |  |  |       |  |  |          |  |  |           |  |
|                                                                            |                                                     | María de Zúñiga                                                 | …                                            |  |  |       |  |  |          |  |  |           |  |
|                                                                            |                                                     | María de Zúñiga                                                 | …                                            |  |  |       |  |  |          |  |  |           |  |
|                                                                            |                                                     | María de Zúñiga                                                 | …                                            |  |  |       |  |  |          |  |  |           |  |
| Antonio López de Ayala y Velasco, IX conte di Fuensalida e Colmenar        |                                                     | María de Zúñiga                                                 |                                              |  |  |       |  |  |          |  |  |           |  |
|                                                                            | Pedro de Silva y Ribera, III marchese di Montemayor | Juan de Silva y Ribera, I conte di Montemayor                   |                                              |  |  |       |  |  |          |  |  |           |  |
|                                                                            | Pedro de Silva y Ribera, III marchese di Montemayor | Juan de Silva y Ribera, I conte di Montemayor                   |                                              |  |  |       |  |  |          |  |  |           |  |
|                                                                            | Pedro de Silva y Ribera, III marchese di Montemayor | Maria de Vega                                                   |                                              |  |  |       |  |  |          |  |  |           |  |
| Juan Luis de Silva y Ribera, IV marchese di Montemayor                     | Pedro de Silva y Ribera, III marchese di Montemayor |                                                                 |                                              |  |  |       |  |  |          |  |  |           |  |
|                                                                            |                                                     | Teresa de Acuña y Guzman                                        | Lope Vázquez de Acuña                        |  |  |       |  |  |          |  |  |           |  |
|                                                                            |                                                     | Teresa de Acuña y Guzman                                        | Lope Vázquez de Acuña                        |  |  |       |  |  |          |  |  |           |  |
|                                                                            |                                                     | Teresa de Acuña y Guzman                                        | María Dávila                                 |  |  |       |  |  |          |  |  |           |  |
| Isabel de Velasco y Benavides                                              |                                                     | Teresa de Acuña y Guzman                                        |                                              |  |  |       |  |  |          |  |  |           |  |
|                                                                            |                                                     | Estebán Hurtado de Mendoza, conte di Orgaz                      | Luis Hurtado de Mendoza, signore di Mendivil |  |  |       |  |  |          |  |  |           |  |
|                                                                            |                                                     | Estebán Hurtado de Mendoza, conte di Orgaz                      | Luis Hurtado de Mendoza, signore di Mendivil |  |  |       |  |  |          |  |  |           |  |
|                                                                            |                                                     | Estebán Hurtado de Mendoza, conte di Orgaz                      | Inés Álvarez de Toledo                       |  |  |       |  |  |          |  |  |           |  |
| Leonor de Mendoza                                                          |                                                     | Estebán Hurtado de Mendoza, conte di Orgaz                      |                                              |  |  |       |  |  |          |  |  |           |  |
|                                                                            |                                                     | María Barroso                                                   | Pedro Barroso, marchese di Malpica           |  |  |       |  |  |          |  |  |           |  |
|                                                                            |                                                     | María Barroso                                                   | Pedro Barroso, marchese di Malpica           |  |  |       |  |  |          |  |  |           |  |
|                                                                            |                                                     | María Barroso                                                   | Catalina Enríquez                            |  |  |       |  |  |          |  |  |           |  |
|                                                                            |                                                     | María Barroso                                                   |                                              |  |  |       |  |  |          |  |  |           |  |

## Fonte
- Árboles de costados de gran parte de las primeras casas de estos reynos, Luis de Salazar y Castro.
- Monarquía española, blasón de su nobleza, Juan Felix Francisco de Rivarola y Pineda, vol. II, pág. 424.